# Gare de Wadayama
La gare de Wadayama (和田山駅, Wadayama-eki) est une gare ferroviaire localisée dans la ville d'Asago, dans la préfecture de Hyōgo au Japon. La gare est exploitée par la compagnie JR West, sur les lignes Bantan et Sanin.

## Situation ferroviaire
La gare de Wadayama est située au point kilométrique (PK) 119,0 de la ligne principale San'in. Elle marque la fin de la ligne Bantan.

## Histoire
La gare a été inaugurée le 1er avril 1905. 

## Service des voyageurs

### Accueil
La gare dispose d'un bâtiment voyageurs, avec guichets, ouvert tous les jours.

### Desserte
La gare de Wadayama dispose de deux quais et de quatre voies.
| N° de voie | Ligne    | Direction                |
| ---------- | -------- | ------------------------ |
| 1          | ▆ San'in | Fukuchiyama / Kyoto      |
| 2          | ▆ San'in | Toyooka / Kinosaki-Onsen |
| 4・5       | ▆ Bantan | Teramae / Himeji         |

| JR West          |                         |                         |                         |                    |
| Direction Sonobe | Ligne principale San'in | Ligne principale San'in | Ligne principale San'in | Direction Tottori  |
| Yanase           |                         | Rapid Service 快速      |                         | Yabu               |
| Yanase           |                         | Local 普通              |                         | Yabu               |
| Direction Himeji | Ligne Bantan            | Ligne Bantan            | Ligne Bantan            | Direction Wadayama |
| Takeda           |                         | Rapid Service 快速      |                         | Terminus           |
| Takeda           |                         | Local 普通              |                         | Terminus           |

- Les Limited Express Kounotori, Kinosaki et Hamakaze s'arrêtent à cette gare.

| Limited Express |  |           |  |      |
| Fukuchiyama     |  | Kounotori |  | Yōka |
| Fukuchiyama     |  | Kinosaki  |  | Yōka |
| Ikuno           |  | Hamakaze  |  | Yōka |